# Palmarès del Club Esportiu Noia
Il Club Esportiu Noia nella sua storia si è aggiudicato un campionato spagnolo e due Coppe del Re; a livello internazionale una Coppa dei Campioni, una Coppa delle Coppe, due Coppe CERS e due Coppa Continentale. Nel complesso ha disputato undici finali di coppe internazionali.

## Competizioni ufficiali
9 trofei

### Competizioni nazionali
3 trofei
- Campionato spagnolo: 1

1987-1988
- Coppa del Re: 2

1998, 2008

### Competizioni internazionali
6 trofei
- CERH European League: 1

1988-1989
- Coppa delle Coppe: 1

1987-1988
- Coppa CERS/WSE: 2

1997-1998, 2013-2014
- Supercoppa d'Europa/Coppa Continentale: 2

1989-1990, 2014-2015

## Altri piazzamenti

### Competizioni nazionali
- Campionato spagnolo

2º posto: 1969-1970, 1970-1971, 1980-1981, 2002-2003
3º posto: 1971-1972, 1984-1985, 1985-1986, 1986-1987, 2011-2012, 2019-2020
- Coppa del Re

Finale: 1971, 1988, 2012
Semifinale: 1967, 1969, 1970, 1977, 1980, 1981, 1985, 1990, 1991, 1999, 2001, 2007, 2016, 2022
- Supercoppa di Spagna

Finale: 2008, 2012

### Competizioni internazionali
- Coppa dei Campioni/Champions League/Eurolega

Finale: 1989-1990
Semifinale: 1981-1982, 2005-2006, 2009-2010
- Coppa delle Coppe

Semifinale: 1985-1986
- Coppa CERS/WSE

Finale: 1986-1987, 2000-2001
Semifinale: 2001-2002, 2002-2003, 2004-2005
- Supercoppa d'Europa/Coppa Continentale

Finale: 1988-1989, 1998-1999